# Otto Becker (läkare)

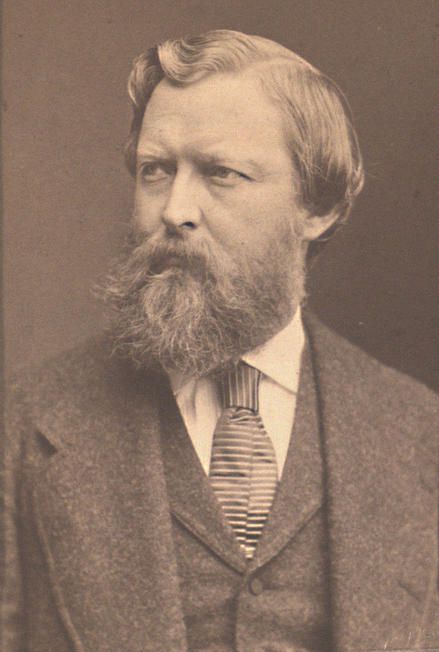
Otto Becker.

Otto Heinrich Enoch Becker, född 3 maj 1828 nära Ratzeburg, död 7 februari 1890, var en tysk oftalmolog.
Becker blev 1859 medicine doktor i Wien, kallades 1868 till professor i oftalmologi i Heidelberg och föreståndare för ögonkliniken där. Han studerade särskilt linsens anatomi samt sjukdomar i densamma. Förutom en mängd smärre avhandlingar utgav han två större monografier, Die Pathologie und Therapie der Linse (1876) och Zur Anatomie der gesunden und kranken Linse (1883).